# Guillermo de la Parra
Guillermo de la Parra Loya (Durango, México; 6 de junio de 1921 – Cuernavaca, Morelos, Ib. 5 de julio de 2006) fue un escritor, productor, empresario e historietista mexicano. Autor de conocidas obras en el siglo xx como “Rarotonga” y “Triste alborada”. Así como de su obra más notable: “Majestad negra”, para la revista: Fuego. La mayoría de sus historietas fueron ilustradas por Antonio Gutiérrez.

## Biografía
Sus padres fueron Eugenio de la Parra Irigoyen y María Beatriz Loya López. En los años 40 se estableció en México D.F. — hoy Ciudad de México —, trabajando primero en un banco.
En este lapso conoció y mantuvo una relación de noviazgo con la también escritora Yolanda Vargas Dulché. Yolanda, inspirada en el mote de Guillermo, adoptó el nombre y la personalidad de este para crear su personaje más emblemático: “Memín Pinguín”.
La pareja contrajo nupcias en 1947, tras 5 años de relación.
De este matrimonio procrearon cinco hijos, entre ellos; Emoé de la Parra actriz de telenovelas y Manelik de la Parra, quien fue coautor de la historieta: “Majestad Negra”.
En la década de 1950 publicó su primera historieta exitosa titulada; “El charrito de Oro”, que alcanzó su mayor popularidad hacia 1972, cuando fue reimpresa. 

### Grupo editorial Vid
En 1956 fundó junto a su cónyuge la imprenta: Editorial Argumentos (EDAR). Años más tarde, la empresa cambió su nombre a: Grupo Editorial Vid, en donde ambos publicaron sus historias durante casi cuatro décadas, hasta su cese en 1995.
Finalmente, Vid entró en declive en los años 2000 y cerró su última sucursal alrededor del año 2012. No obstante, en 2015 su hijo Manelik retomó las publicaciones por un breve periodo de 2 años.

### Década de 1970
En 1973 publicó su obra; “Rarotonga”, argumento que comenzó a escribir desde 1951. Conocida en un principio con el nombre de: “¡Tabú!”, la cual se adaptó por primera vez al cine en 1958. La segunda cinta se estrenó en 1978 y una tercera entrega en 1982. De acuerdo con de la Parra, se inspiró para crear el personaje de Zonga en una dama que vio durante un crucero en las Islas Cook
A esta le siguieron grandes éxitos como: “Triste alborada” (1974), basada parcialmente en la cinta: “Ángeles con caras sucias” para el tiraje amarillo de “Lágrimas, Risas y Amor”.

### Majestad Negra
A mediados de la década de 1970, “Majestad Negra” se convirtió en su obra de mayor renombre. El argumento se centró en la Independencia de Haití — mismo que en su segunda etapa cambió su nombre por el de—; “Nobleza Negra” y en el que dio protagonismo a lo largo de más de 700 episodios semanales a los caudillos: Henri Christophe, Toussaint Louverture y Jean-Jacques Dessalines, entre otros. Gozando de un rotundo éxito y manteniendo activa su publicación por cerca de 15 años.

### Años 80 y 90
Durante los años 80 imprimió el libro y la posterior historieta: “Paulina, Orlando y Fabiola”. Seguida de “Paloma”, “Yesenia, 2 parte”, “Siempre viva”, “Evelina” y “La Andaluza”.
En la década de 1990 publicó sus últimos trabajos literarios: “Vendimia”, “Filiberto y las tres Carlotas” y “Háblame del silencio”.

### sigloXXI
En 2002, Grupo Editorial Vid reimprimió algunas de sus novelas gráficas dentro de: “Lo mejor de lágrimas y risas”, haciendo uso nuevamente del tiraje amarillo y agregando el de color azul para títulos como: “Triste alborada/El canalla”. Se incluyó también la novela policiaca: “Mi prima Daniela” de Rosaura Saucedo. Además del color sepia, se publicaron a color los títulos: “Bolillo”, “Por favor” y “Ladronzuela”.

## Fallecimiento
De la Parra falleció de un infarto agudo al miocardio el 5 de julio de 2006, en su casa de Cuernavaca, Morelos, a los 85 años. Dejó redactada su propia esquela — con un tinte negro y sátiro— que se pronunció tras su deceso. Su cuerpo fue incinerado y sus cenizas esparcidas en la Hacienda “El Mortero”, ubicada en el Municipio de Súchil, Durango, según sus deseos.
Le sobreviven sus hijos Manelik y Emoé de la Parra. Así como sus nietos —por mencionar algunos— Mane y Alondra.

## Obras

### Historietas
- ¡Tabú!/Rarotonga (1951/1973-1975/1977-1979)
- El charrito de oro (1957-1972)
- El príncipe y la mendiga/Ladronzuela (1971-1972)
- Tengo que Partir (1972-1974)
- Triste Alborada/El canalla (1974-1977)
- Majestad Negra/Nobleza Negra (1974-1989)
- Paulina, Orlando y Fabiola (1977-1980)
- Paloma (1979-1982)
- Yesenia 2ª Parte (1980-1982)
- Siempre viva (1982-1985)
- Evelina (1985-1986)
- La Andaluza (1987)

### Novelas
- Paulina Orlando y Fabiola (1977/1986)
- Más allá del agua: durango en vascuence (1983)
- Vendimia (1996)
- Filiberto y las tres Carlotas (1996)
- Háblame del silencio (1997)